# 66 Ceti
66 Ceti är en gulvit stjärna i huvudserien i stjärnbilden Valfisken.
66 Ceti har visuell magnitud +5,68 och synlig för blotta ögat vid god seeing. Den befinner sig på ett avstånd av ungefär 130 ljusår.